# Zoophthora crassitunicata
Zoophthora crassitunicata är en svampart som beskrevs av S. Keller 1980. Zoophthora crassitunicata ingår i släktet Zoophthora och familjen Entomophthoraceae.   Inga underarter finns listade i Catalogue of Life.